# Neobisium peloponnesiacum
Neobisium peloponnesiacum är en spindeldjursart som först beskrevs av Beier 1928.  Neobisium peloponnesiacum ingår i släktet Neobisium och familjen helplåtklokrypare. Inga underarter finns listade i Catalogue of Life.